# 金原宜保
金原 宜保（かねはら たかやす）は、日本のヘアメイクアーティスト、美容室 FACE-Tの設立者でオーナー。

## 家族
妻は、元アイドル歌手・女優の河合奈保子。娘は元歌手のkaho。オーストラリア在住。

## 関わった作品

### 広告
- 日立信販（1995年）
- ビエラ（パナソニック） - 小雪のヘアメイクを担当
- SK-II - 小雪のヘアメイクを担当
- 鉄骨飲料（サントリー） - 弥生（小雪の姉）のヘアメイクを担当
- JAL上海キャンペーン

### CDジャケット
- 宇多田ヒカル
  - Movin' on without you（1999年2月17日）
  - First Love（アルバム）（1999年3月10日）
  - First Love（シングル）（1999年4月28日）
  - Can You Keep A Secret?（2001年2月16日）
  - Distance（2001年3月28日）
  - FINAL DISTANCE（2001年7月25日）